# Goldelund
Goldelund település Németországban, Schleswig-Holstein tartományban. Lakosainak száma 406 fő (2023. december 31.). Goldelund Högel és Lütjenholm községekkel határos.

## Népesség
A település népességének változása:
| Lakosok száma | 361  | 398  | 408  | 410  | 411  | 406  |
|               | 1975 | 2017 | 2019 | 2021 | 2022 | 2023 |